# Kallbearbetning
Kallbearbetning, även känd som deformationshärdning eller kalldeformation, är en process som stärker metall genom plastisk deformation som exempelvis kallvalsning och tråddragning. Förstärkningen av materialet sker på grund av dislokationsförändring i materialets kristallstruktur.

## Processer
Det finns ett antal olika processer som använder sig av kallbearbetning, de olika processerna kan delas upp i fyra kategorier: pressning, skjuvning, bockning och kalldragning. Deformationshårdnande är en nackdel för bearbetning eftersom materialet hårdnar och mer kraft behövs för formning. Vissa material hårdnar mer än andra. Rostfritt stål kan i snitt bearbetas ca 2/3 så mycket som kolstål vid samma effekt. 

### Pressning
- Valsning
- Sizing

### Bockning
- Rörbockning

### Skjuvning
- Stansning

### Kalldragning
- Rördragning
- Tråddragning